# Mesocyclops pseudoannae
Mesocyclops pseudoannae – gatunek widłonoga z rodziny Cyclopidae. Nazwa naukowa tego gatunku skorupiaków została opublikowana w 1987 roku przez belgijską zoolog Isabellę van de Velde.